# PepeEnergy
PepeEnergy es una compañía de energía eléctrica con sede en Madrid que opera en el mercado español de energía eléctrica. Su creación se hacía pública el 20 de mayo de 2014, con la intención de crear una compañía energética conservando los ideales de PepePhone. Pertenece a Pepeworld, empresa matriz también de la compañía Pepephone.
En su estrategia de negocio afirma que compra la energía a productores de energía 100% renovable a los cuales exige el certificado oficial expedido por la Comisión Nacional de los Mercados y la Competencia (CNMC).